# 帕伊耶恩努尔
帕伊耶恩努尔（Payyannur），是印度喀拉拉邦Kannur县的一个城镇。总人口68711（2001年）。

## 人口
该地2001年总人口68711人，其中男性32678人，女性36033人；0—6岁人口6977人，其中男3548人，女3429人；识字率82.86%，其中男性为86.33%，女性为79.71%。